# Ctenitis truncicola
Ctenitis truncicola är en träjonväxtart som först beskrevs av Carl Frederik Albert Christensen, och fick sitt nu gällande namn av Ren-Chang Ching. Ctenitis truncicola ingår i släktet Ctenitis och familjen Dryopteridaceae. Inga underarter finns listade.